# 아오카타정
아오카타정(青方町)은 일본 나가사키현 미나미마쓰우라군에 설치되었던 정이다. 현재의 신카미고토정의 일부에 해당한다.